# Jessica Lucas

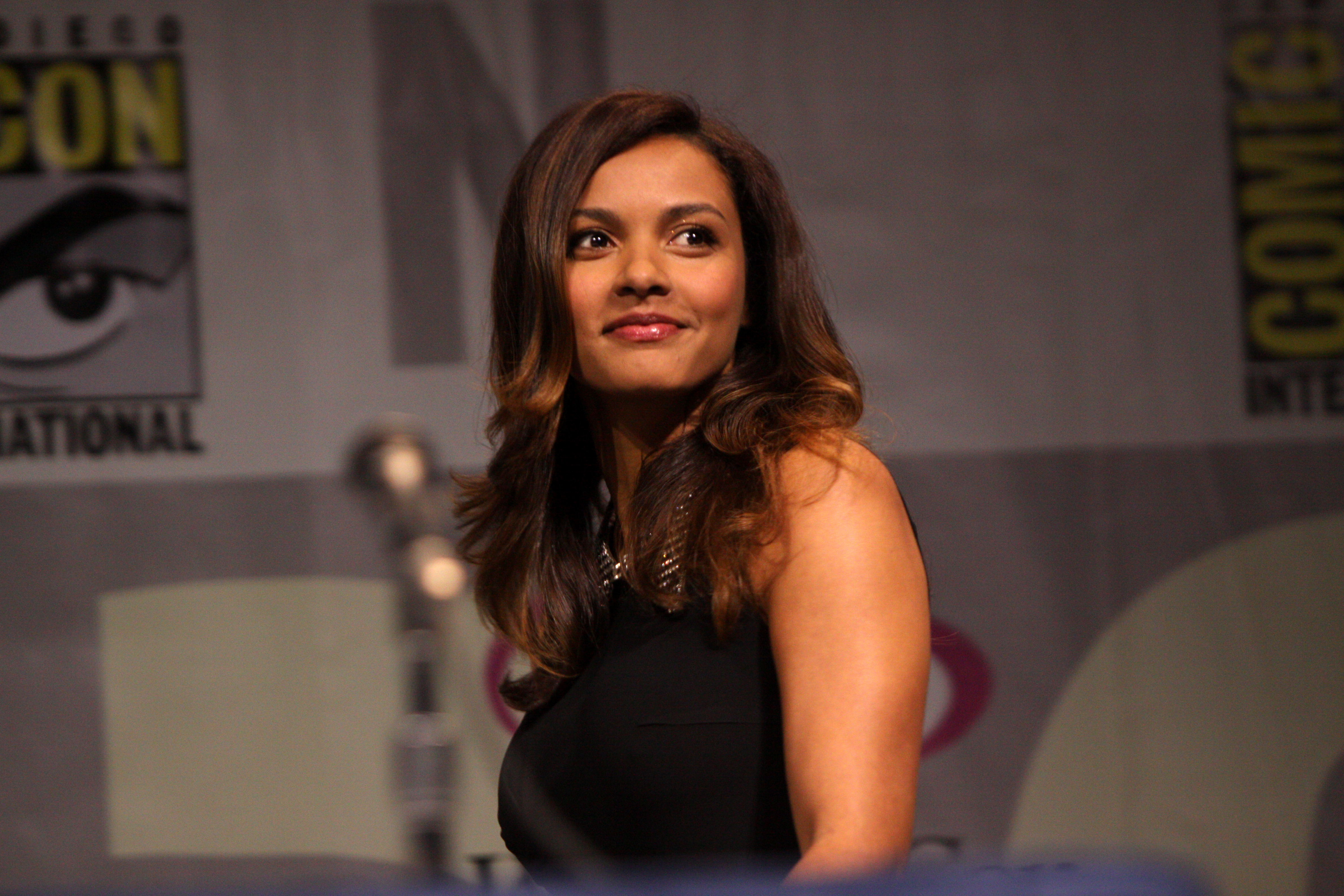
Jessica Lucas (2013)

Jessica Lucas (ur. 24 września 1985 w Vancouver) – kanadyjska aktorka telewizyjna i filmowa.

## Życiorys
W wieku siedmiu lat zaczęła uczęszczać do dziecięcej szkoły aktorskiej (Children's Arts Theatre School) w Toronto i występować w lokalnych przedstawieniach. W 2001 dołączyła do obsady kanadyjskiego serialu młodzieżowego Edgemont, początkowo w roli drugoplanowej, następnie zaś znalazła się w głównej obsadzie tej produkcji.
Grała później główne role w serialach młodzieżowych Rok 2030 (dwa sezony) i Life As We Know It (jeden sezon), a także w kilku odcinkach CSI: Kryminalne zagadki Las Vegas i 90210. W 2008 wcieliła się w postać Lily Ford w horrorze Projekt: Monster, zagrała w tym samym roku również jedną z głównym ról w horrorze Śmierć się śmieje. W latach 2009–2010 wystąpiła w 18 odcinkach Melrose Place, spin-offu serialu z lat 90. pod tym samym tytułem. Następnie pojawiła się w sitcomie To tylko seks i w telewizyjnej produkcji Cult. Zagrała jedne z głównych ról w takich filmach jak Agent XXL: Rodzinny interes, Martwe zło i Pompeje. W 2015 wcieliła się w postać Tabithy Galavan w Gotham.
W 2014 wzięła udział w teledysku do piosenki „True Love” zespołu Coldplay.

## Wybrana filmografia

### Filmy
- 2001: Miasteczko Halloween II: Zemsta Kalabara
- 2002: Damaged Care
- 2006: Ona to on
- 2006: Pakt milczenia
- 2008: Projekt: Monster
- 2008: Śmierć się śmieje
- 2011: Agent XXL: Rodzinny interes
- 2013: Martwe zło
- 2014: Pompeje
- 2014: Ten niezręczny moment[1]

### Seriale TV
- 2000: Misja w czasie
- 2001: Edgemont
- 2001: The Sausage Factory
- 2002: Rok 2030
- 2003: Romeo!
- 2004: Słowo na L
- 2005: Life As We Know It
- 2007: CSI: Kryminalne zagadki Las Vegas
- 2008: 90210
- 2009: Melrose Place
- 2011: To tylko seks
- 2011: Świry
- 2013: Cult
- 2014: Gracepoint
- 2015: Gotham
- 2019: Detektyw Kate
- 2021: Rezydenci[1]